# Flugplatz Schweighofen

i7
i11
i13
Der Flugplatz Schweighofen (ICAO-Code: EDRO) ist ein Sonderlandeplatz in Schweighofen nahe der französischen Grenze, der vom deutsch-französischen Aeroclub Schweighofen-Wissembourg e. V. betrieben wird.
Hier können Motorflugzeuge, Motorsegler, Segelflieger und Ultraleichtflugzeuge auf dem als Sonderlandeplatz klassifizierten Flugplatz nach vorheriger Genehmigung (PPR) landen.
In den Sommermonaten wird das Clubheim an Wochenenden bewirtet.
Am Westende des  Flugplatzgelände befindet sich der Fallschirmsportclub FSC-Südpfalz, mit aktivem Sprungbetrieb an fast jedem Freitag bis Sonntag. Springen können hier lizenzierte Fallschirmspringer, als auch „Fußgänger“ (Tandemsprung). Auch die Springer haben ein eigenes Clubheim mit warmer Küche.

## Verkehrsanbindung
Am Flugplatz vorbei laufen die Bahnstrecke Neustadt–Wissembourg samt dem Haltepunkt Schweighofen und die zweite Etappe der Rheinland-Pfalz-Radroute.